# Пешка, Юзеф
Ю́зеф Пе́шка (пол. Józef Peszka, лит. Juozapas Peška, 19 февраля 1767, Краков — 4 сентября 1831, там же) — польский художник.

## Биография
Рисунку учился у Доминика Эстрайхера в Лицее Св. Анны в Кракове. Живописи с 1786 года обучался у Франциска Смуглевича в Варшаве. По заказу магистрата Старой Варшавы в 1790—1792 годах выполнил портреты Гуго Коллонтая и других выдающихся общественных и политических деятелей Польши.
В 1793—1812 годах много путешествовал, останавливаясь в Вильне (1794—1798, 1802, 1803, 1807, 1812), Москве (1798—1799), Санкт-Петербурге (вместе с Смуглевичем, 1800—1801) и в Беларуси — в Витебске, Могилёве, Минске, Несвиже. В Несвиже около 1807—1810 годов был придворным художником Михаила Радзивилла, опекуна владельца Несвижа Доминика Иеронима Радзивилла.
В 1813 году вернулся в Краков. Писал преимущественно портреты чиновников и горожан. Преподавал теорию искусства в Ягеллонском университете (1816—1818), с 1818 года руководил кафедрой живописи и рисунка в краковской Академии изящных искусств.

## Творчество
Во время путешествий рисовал и писал (главным образом акварель и сепия) пейзажи. Под влиянием Франциска Смуглевича написал несколько картин на исторические темы. Много рисунков тушью и сепией со сценами из истории Польши.

## Известные произведения
- «Три дамы, три музы» (ок. 1800, Национальный музей, Варшава).
- Портрет Франциска Смуглевича (1790—1800, Львовская картинная галерея).

## Галерея
- Три дамы, три музы.
- Юзеф Пешка. Портрет Франциска Смуглевича. 1790—1800
- Наполеон и Польша. Аллегория
- Замок в Смолянах.  1-я пол. XIX века
- Петропавловский собор в Вильнюсе.  1825 г.